# 馬場雄二 (アナウンサー)
馬場 雄二（ばば ゆうじ、1966年〈昭和41年〉6月21日 - ）は、日本のフリーアナウンサー。エース所属。鹿児島県日置市出身。

## 来歴・人物
鹿児島県立錦江湾高等学校、九州大学法学部卒業。1989年に鹿児島放送に入社し、報道制作部に配属された。1993年に組織改編のため制作局に転属し、その後はディレクターとしてテレメンタリーなどを担当する。2000年からKKBスーパーJチャンネルのメインキャスターを担当した。
2013年にジャパネットたかたに転職し、通販番組のMCを担当した。その後、2019年3月1日、テレビMCからラジオMCに異動している。
2023年6月22日、自身のTwitter（現X）でジャパネットたかたからの退社といったんの休養を発表。同年秋よりフリーパーソナリティーとしての活動を予告した。その後、同年8月24日に自身のライブコマース「Babanet Channel」をスタートし、全国各地の逸品の紹介を始めた。同年10月から（現所属事務所の）エースに所属している。
2024年3月1日に初の著書『テレビ通販でわかった「売れる！」話し方』を出版し、同年4月1日付で東京都職員に採用され、スタートアップ支援の業務を担当している。

## 出演

### 過去

#### 鹿児島放送
- KKBスーパーJチャンネル
- おーいかごしま96

#### ジャパネットたかた
- ジャパネットたかたテレビショッピング（MC：2019年2月28日まで）
- ジャパネットたかたラジオショッピング（MC：2019年3月1日 - 同社退社日まで）

## 著書
- 『テレビ通販でわかった「売れる！」話し方』（ごま書房新社、2023年：ISBN 978-4341088569）